# Стоян Търнаджиев
Стоян Алексов Търнаджиев или Таранджиев е български революционер, деец на Вътрешната македоно-одринска революционна организация в Петричко.

## Биография
Стоян Търнаджиев е роден през 1886 година в град Петрич, тогава в Османската империя в занаятчийско семейство. Учи в българското класно училище в родния си град. Работи като обущар и членува в местния кундуро-папукчийски еснаф.  Твърде млад се присъединява към ВМОРО.
На 6 февруари 1908 година участва в околийската конференция на ВМОРО в село Долна Рибница. Загива заедно с войводата Мануш Георгиев в сражение с турски войски и башибозук на следния ден.
Името „Стоян Търнаджиев“ носи улица в Петрич.